# Ignacy Forycki
Ignacy Forycki (ur. 6 stycznia 1900 w Krzywosądowie, zm. 5 sierpnia 1983 w Poznaniu) – brat pallotyn, zasłużony drukarz.
W 1915 przybył do Wadowic na Kopiec do szkoły prowadzonej przez księży pallotynów, gdzie został przyjęty przez ks. Alojzego Majewskiego, prekursora działalności pallotynów na ziemiach polskich. Ignacy rozpoczął tam naukę z zamiarem zostania księdzem, jednak w 1917 wstąpił do nowicjatu jako kandydat na brata. 15 września 1919 złożył swą pierwszą profesję i został pallotyńskim bratem do końca życia.
Pracował w Sucharach, potem znowu na Kopcu, w Ołtarzewie, w Warszawie w domu na Krakowskim Przedmieściu 71, organizując drukarnię Wydawnictwa Księży Pallotynów, która drukowała m.in. dziennik "Polak-Katolik" (później: "Polska"), tygodniki "Przegląd Katolicki" i "Posiew" oraz książki i kalendarze.
W czasie II wojny światowej brat Forycki był w obozie pracy oraz na przymusowych robotach w Riesenburg-Freistadt, a także pracował fizycznie poza pallotyńską wspólnotą w Wielkopolsce.
W 1945 brat Ignacy Forycki wrócił do Ołtarzewa, gdzie zorganizował nową drukarnię. W 1948 ołtarzewska drukarnia została całkowicie przeniesiona do Poznania, gdzie powstało słynne wydawnictwo Pallottinum. 
Brat Forycki pracował w poznańskiej drukarni niemal do samej śmierci 5 sierpnia 1983. 
Był rodzonym bratem pallotynów: ks. Leona Foryckiego, brata Antoniego Foryckiego (zginął 6 marca 1915 w bitwie pod Inowłodzem k. Tomaszowa Mazowieckiego) oraz krewnym ks. Romana Foryckiego.  
Brat Ignacy był znany z poczucia humoru, fantazji i pogody ducha, a przy tym żywej, prostej wiary.
Pogrzebowi brata Ignacego 11 sierpnia przewodniczył jego brat Leon. Brat Forycki został pochowany w pallotyńskiej kwaterze na poznańskim cmentarzu na Junikowie.